# 타르한쿠트반도
타르한쿠트반도(우크라이나어: Тарханкутський півострів Tarkhankutskyi pivostriv[*]; 크림 타타르어: Tarhanqut yarımadası; 러시아어: Тарханкутский полуостров)는 우크라이나 크림반도 서부를 이루는 반도다. 북쪽으로 카르키니트만과 접한다.